# Ayoze Pérez
Ayoze Pérez Gutiérrez (* 29. Juli 1993 in Santa Cruz de Tenerife, Kanarische Inseln) ist ein spanischer Fußballspieler. Der Stürmer steht beim FC Villarreal unter Vertrag.

## Karriere

### Vereine
Pérez begann seine Karriere im Alter von fünf Jahren bei CD San Andrés und spielte anschließend für UD Santa Cruz, bevor er 2004 in die Jugend von CD Teneriffa wechselte. Dort durchlief er alle Jugendmannschaften und kam ab 2011 für die zweite Mannschaft zum Einsatz. Zur Saison 2012/13 rückte er zur ersten Mannschaft auf, die zu diesem Zeitpunkt in der Segunda División B spielte. Pérez debütierte am 21. Dezember 2012 beim 0:0 bei RSD Alcalá. Am 5. Mai 2013 erzielte bei UD San Sebastián de los Reyes in der 89. Minute das Tor zum 3:0-Endstand und damit das erste seiner Profikarriere. Die Saison beendete CD Teneriffa auf dem ersten Platz und stieg somit in die Segunda División auf. Hier avancierte Pérez zum Stammspieler und entwickelte sich zum torgefährlichen Angreifer. So erzielte er in der Saison 2013/14 16 Tore, davon drei am 23. März 2014 im Heimspiel gegen SD Ponferradina, und belegte damit Platz fünf der Torschützenliste.
Zur Saison 2014/15 wechselte Pérez zu Newcastle United in die englische Premier League. Er unterschrieb einen Vertrag mit einer Laufzeit bis zum 30. Juni 2019. Nach der Spielzeit 2015/16 stieg er mit dem Verein in die Football League Championship ab.
Seit der Saison 2019/20 spielt Pérez für Leicester City. Im Januar 2023 wurde er bis zum Ende der Saison 2022/23 an den spanischen Erstligisten Betis Sevilla verliehen. Zur folgenden Saison verpflichtete ihn Sevilla fest und stattete ihn mit einem Vertrag bis 2027 aus.
Im August 2024 wechselte er zum FC Villarreal und unterschrieb dort einen Vertrag bis 2028.

### Nationalmannschaft
Am 4. September 2014 kam Pérez erstmals für die spanische U21-Nationalmannschaft zum Einsatz, als er beim 1:0-Sieg im EM-Qualifikationsspiel in Ungarn in der 77. Minute für Munir El Haddadi eingewechselt wurde. Am 5. Juni 2024 kam er mit im Alter von 30 Jahren zu seinem Debüt für die spanische A-Nationalmannschaft. Beim 5:0-Sieg gegen Andorra erzielte er auch sein erstes Länderspieltor. Trainer Luis de la Fuente nominierte ihn auch für den Kader Spaniens für die Fußball-Europameisterschaft 2024; im Gruppenspiel gegen Italien kam Pérez zum Einsatz.

## Titel
Nationalmannschaft
- Europameister: 2024

Verein
- Englischer Pokalsieger: 2021 (Leicester City)
- Englischer Supercupsieger: 2021 (Leicester City)
- Englischer Zweitligameister und Aufstieg in die Premier League: 2017 (Newcastle United)